# Виштук
Виштук (слч. Vištuk) насељено је мјесто са административним статусом сеоске општине (слч. obec) у округу Пезинок, у Братиславском крају, Словачка Република.

## Становништво
| Година:    | 1994. | 2004.   | 2014.   | 2024.   |
| ---------- | ----- | ------- | ------- | ------- |
| Број људи: | 1297  | 1382    | 1307    | 1365    |
| Разлика:   |       | +6,55 % | -5,42 % | +4,43 % |

| Година:    | 2023. | 2024.   |
| ---------- | ----- | ------- |
| Број људи: | 1382  | 1365    |
| Разлика:   |       | -1,23 % |

Према подацима о броју становника из 2011. године насеље је имало 1.338 становника.